# Ptilinopus marchei
El tilopo de Marche (Ptilinopus marchei) es una especie de ave columbiforme de la familia Columbidae endémica de Filipinas.

## Descripción
El tilopo de Marche mide alrededor de 40 cm de largo. Tiene un plumaje colorido y muy contrastado. Su píleo es rojo mientras que sus mejillas son negruzcas, al igual que sus alas y espalda, que tienen brillos verdes o broncíneos. La mayoría de sus partes inferiores son de color gris blanquecino salvo una gran mancha de color naranja en el centro de su pecho con un borde rojo en la parte inferior. Además presenta una mancha carmesí en las plumas secundarias. Su obispillo y cola son de color verde oscuro, aunque tiene una banda verde más claro en el extremo final. Su pico es rojo con la punta amarilla.

## Distribución y hábitat
Se encuentra únicamente en las selvas tropicales de la isla de Luzón, en el norte del archipiélago filipino. Está amenazado por la pérdida de hábitat.